# Codice Taglieschi
Il Codice Taglieschi è un cabreo redatto dallo storico Lorenzo Taglieschi nel 1626.

## Contenuto
Al suo interno, oltre a informazioni sui beni della famiglia Taglieschi, si trovano molti documenti (piantine, disegni urbani...) che aiutano a ricostruire la storia del paese e la sua struttura economica.
Originariamente era intitolato Nota, Recordi e Descriptioni, Disegni e Confini, di tutti i Beni, Compere, Possessioni, Campi, Chiusure, Vignie, Case Hauti, Posseduti fino al presente anno 1626 che li posseggono gli Heredi di Sig. Francesco di Pietropaolo di Luca. Ad Laudem Dei atque Beatae Mariae Virginia et omnium Sanctorum
È attualmente conservato presso il Palazzo Marzocco di Anghiari, ed è accessibile al pubblico.
Il manoscritto, riesaminato da recenti studi, è stato considerato di mano di Pietropaolo Taglieschi, il primogenito della casata, non di Lorenzo.